# FA Cup 2007-08
FA Cup 2007-08 var den 127. udgave af den engelske fodboldturnering, der dermed er verdens ældste. 731 klubber deltog, og kampene fandt sted fra den 18. august 2007 til den 17. maj 2008. 
Turneringen blev vundet af Portsmouth, der i finalen på Wembley Stadium slog Cardiff City med 1-0. Det var anden gang holdet vandt turneringen (første gang var i 1939). Sejren gav desuden Portsmouth adgang til UEFA Cuppen. 

## Oversigt
| Runde                      | Dato               | Kampe | Klubber   | Pengepræmie |
| -------------------------- | ------------------ | ----- | --------- | ----------- |
| Ekstra indledende runde    | 18. august 2007    | 171   | 729 → 558 | £500        |
| Indledende runde           | 1. september 2007  | 166   | 558 → 392 | £1.000      |
| Første kvalifikationsrunde | 15. september 2007 | 116   | 392 → 276 | £2.250      |
| Anden kvalifikationsrunde  | 29. september 2007 | 80    | 276 → 196 | £3.750      |
| Tredje kvalifikationsrunde | 13. oktober 2007   | 40    | 196 → 156 | £5.000      |
| Fjerde kvalifikationsrunde | 27. oktober 2007   | 32    | 156 → 124 | £10.000     |
| Første runde               | 10. november 2007  | 40    | 124 → 84  | £16.000     |
| Andre runde                | 1. december 2007   | 20    | 84 → 64   | £24.000     |
| Tredje runde               | 5. januar 2008     | 32    | 64 → 32   | £40.000     |
| Fjerde runde               | 26. januar 2008    | 16    | 32 → 16   | £60.000     |
| Femte runde                | 16. februar 2008   | 8     | 16 → 8    | £120.000    |
| Kvartfinaler               | 8. marts 2008      | 4     | 8 → 4     | £300.000    |
| Semifinaler                | 5. april 2008      | 2     | 4 → 2     | £900.000    |
| Finale                     | 17. maj 2008       | 1     | 2 → 1     | £1.000.000  |

## Runder

### Tredje runde
I turneringens tredje runde spillede holdene fra Premier League og The Championship deres første kampe. Lodtrækningen blev foretaget den 2. december 2007 af Kevin Beattie og Sammy Nelson. Kampene blev spillet den 5. og 6. januar 2008. 
| Kamp nr.                                                 | Hjemmehold              | Resultat | Udehold                | Tilskuere |
| -------------------------------------------------------- | ----------------------- | -------- | ---------------------- | --------- |
| 1                                                        | Preston North End       | 1–0      | Scunthorpe United      | 4.616     |
| 2                                                        | Chasetown               | 1–3      | Cardiff City           | 2.420     |
| 3                                                        | Colchester United       | 1–3      | Peterborough United    | 4.003     |
| 4                                                        | Bolton Wanderers        | 0–1      | Sheffield United       | 15.286    |
| 5                                                        | Blackburn Rovers        | 1–4      | Coventry City          | 14.421    |
| 6                                                        | Brighton & Hove Albion  | 1–2      | Mansfield Town         | 5.857     |
| 7                                                        | Walsall                 | 0–0      | Millwall               | 4.358     |
| omkamp                                                   | Millwall                | 2–1      | Walsall                | 4.645     |
| 8                                                        | Charlton Athletic       | 1–1      | West Bromwich Albion   | 12.682    |
| omkamp                                                   | West Bromwich Albion    | 2–2      | Charlton Athletic      | 12.691    |
| West Bromwich Albion vandt straffesparkskonkurrencen 4-3 |                         |          |                        |           |
| 9                                                        | Watford                 | 2–0      | Crystal Palace         | 10.480    |
| 10                                                       | Luton Town              | 1–1      | Liverpool              | 10.226    |
| omkamp                                                   | Liverpool               | 5–0      | Luton Town             | 41.446    |
| 11                                                       | Plymouth Argyle         | 3–2      | Hull City              | 12.419    |
| 12                                                       | Aston Villa             | 0–2      | Manchester United      | 33.630    |
| 13                                                       | Tranmere Rovers         | 2–2      | Hereford United        | 6.909     |
| omkamp                                                   | Hereford United         | 1–0      | Tranmere Rovers        | 6.471     |
| 14                                                       | Tottenham Hotspur       | 2–2      | Reading                | 35.243    |
| omkamp                                                   | Reading                 | 0–1      | Tottenham Hotspur      | 22.130    |
| 15                                                       | Burnley                 | 0–2      | Arsenal                | 16.709    |
| 16                                                       | Bristol City            | 1–2      | Middlesbrough          | 15.895    |
| 17                                                       | Fulham                  | 2–2      | Bristol Rovers         | 13.634    |
| omkamp                                                   | Bristol Rovers          | 0–0      | Fulham                 | 11.882    |
| Bristol Rovers vandt straffesparkskonkurrencen 5-3       |                         |          |                        |           |
| 18                                                       | Huddersfield Town       | 2–1      | Birmingham City        | 13.410    |
| 19                                                       | Swansea City            | 1–1      | Havant & Waterlooville | 8.761     |
| omkamp                                                   | Havant & Waterlooville  | 4–2      | Swansea City           | 4.400     |
| 20                                                       | Sunderland              | 0–3      | Wigan Athletic         | 20.821    |
| 21                                                       | Southend United         | 5–2      | Dagenham & Redbridge   | 6.393     |
| 22                                                       | Everton                 | 0–1      | Oldham Athletic        | 33.086    |
| 23                                                       | Derby County            | 2–2      | Sheffield Wednesday    | 20.612    |
| omkamp                                                   | Sheffield Wednesday     | 1–1      | Derby County           | 18.020    |
| Derby County vandt straffesparkskonkurrencen 4-2         |                         |          |                        |           |
| 24                                                       | Southampton             | 2–0      | Leicester City         | 20.094    |
| 25                                                       | West Ham United         | 0–0      | Manchester City        | 33.806    |
| omkamp                                                   | Manchester City         | 1–0      | West Ham United        | 27.809    |
| 26                                                       | Ipswich Town            | 0–1      | Portsmouth             | 23.446    |
| 27                                                       | Wolverhampton Wanderers | 2–1      | Cambridge United       | 15.340    |
| 28                                                       | Barnsley                | 2–1      | Blackpool              | 8.276     |
| 29                                                       | Chelsea                 | 1–0      | Queens Park Rangers    | 41.289    |
| 30                                                       | Stoke City              | 0–0      | Newcastle United       | 22.861    |
| omkamp                                                   | Newcastle United        | 4–1      | Stoke City             | 35,108    |
| 31                                                       | Swindon Town            | 1–1      | Barnet                 | 5.944     |
| replay                                                   | Barnet                  | 1–1      | Swindon Town           | 2.810     |
| Barnet vandt straffesparkskonkurrencen 2-0               |                         |          |                        |           |
| 32                                                       | Norwich City            | 1–1      | Bury                   | 19.815    |
| omkamp                                                   | Bury                    | 2–1      | Norwich City           | 4.146     |

### Fjerde runde
Lodtrækningen til kampene i fjerde runde blev foretaget den 7. januar 2008 af Alan Cork og John Aldridge. Kampene blev spillet den 26. og 27. januar 2008. For første gang siden 1957 blev der ikke spillet omkampe i fjerde runde, da ingen af kampene endte uafgjort.
| Kamp nr. | Hjemmehold          | Resultat | Udehold                 | Tilskuere |
| -------- | ------------------- | -------- | ----------------------- | --------- |
| 1        | Arsenal             | 3–0      | Newcastle United        | 60.046    |
| 2        | Coventry City       | 2–1      | Millwall                | 17.268    |
| 3        | Oldham Athletic     | 0–1      | Huddersfield Town       | 12.749    |
| 4        | Barnet              | 0–1      | Bristol Rovers          | 5.190     |
| 5        | Liverpool           | 5–2      | Havant & Waterlooville  | 42.566    |
| 6        | Southend United     | 0–1      | Barnsley                | 7.212     |
| 7        | Wigan Athletic      | 1–2      | Chelsea                 | 14.166    |
| 8        | Derby County        | 1–4      | Preston North End       | 17.344    |
| 9        | Manchester United   | 3–1      | Tottenham Hotspur       | 75.369    |
| 10       | Portsmouth          | 2–1      | Plymouth Argyle         | 19.612    |
| 11       | Southampton         | 2–0      | Bury                    | 25.449    |
| 12       | Hereford United     | 1–2      | Cardiff City            | 6.885     |
| 13       | Peterborough United | 0–3      | West Bromwich Albion    | 12.701    |
| 14       | Mansfield Town      | 0–2      | Middlesbrough           | 6.258     |
| 15       | Sheffield United    | 2–1      | Manchester City         | 20.800    |
| 16       | Watford             | 1–4      | Wolverhampton Wanderers | 12.719    |

### Femte runde
Lodtrækningen til femte runde blev foretaget den 28. januar 2008 på Soho Square af Jimmy Case og Ray Wilkins. Kampene blev spillet den 16. og 17. februar 2008.
| Kamp nr. | Hjemmehold        | Resultat | Udehold                 | Tilskuere |
| -------- | ----------------- | -------- | ----------------------- | --------- |
| 1        | Bristol Rovers    | 1-0      | Southampton             | 11.920    |
| 2        | Cardiff City      | 2-0      | Wolverhampton Wanderers | 15.339    |
| 3        | Sheffield United  | 0-0      | Middlesbrough           | 22.210    |
| omkamp   | Middlesbrough     | 1-0      | Sheffield United        | 28.108    |
| 4        | Liverpool         | 1-2      | Barnsley                | 42.449    |
| 5        | Manchester United | 4-0      | Arsenal                 | 75.550    |
| 6        | Preston North End | 0-1      | Portsmouth              | 11.840    |
| 7        | Coventry City     | 0-5      | West Bromwich Albion    | 28.163    |
| 8        | Chelsea           | 3-1      | Huddersfield Town       | 41.324    |

### Kvartfinaler
Lodtrækningen til kvarfinalerne blev foretaget den 18. februar 2008 på Soho Square af Geoff Thomas og Mark Bright. Kampene blev spillet den 8. og 9. marts 2008.
Den eneste kamp mellem to Premier League-hold stod mellem Manchester United og Portsmouth og blev vundet af sidstnævnte. Efter at have slået Liverpool i femte runde stod Barnsley for endnu en overraskelse, da de slog Chelsea 1-0 på hjemmebane. I de øvrige kampe vandt Cardiff City 2-0 over Middlesbrough, mens Bristol Rovers blev slået 1-5 af West Bromwich Albion.
| 8. marts 2008 13:45 |

| Manchester United | 0 – 1     | Portsmouth           |
| ----------------- | --------- | -------------------- |
|                   | (Referat) | Muntari 78' (str.) · |

| Old Trafford, Manchester Tilskuere: 75.463 Dommer: Martin Atkinson (England) |

| 8. marts 2008 18:30 |

| Barnsley    | 1 - 0     | Chelsea |
| ----------- | --------- | ------- |
| Odejayi 67' | (Referat) |         |

| Oakwell, Barnsley Tilskuere: 22.410 Dommer: Steve Bennet (England) |

| 9. marts 2008 15:00 |

| Middlesbrough | 0 - 2     | Cardiff City                   |
| ------------- | --------- | ------------------------------ |
|               | (Referat) | Whittingham 9' · Johnson 23' · |

| Riverside Stadium, Middlesbrough Tilskuere: 32,986 Dommer: Mike Dean (England) |

| 9. marts 2008 19:00 |

| Bristol Rovers | 1 - 5     | West Bromwich Albion                               |
| -------------- | --------- | -------------------------------------------------- |
| Coles 31'      | (Referat) | Morrison 16' · Miller 30' 69' 85' · Phillips 73' · |

| Memorial Stadium, Bristol Tilskuere: 12.011 Dommer: Mark Clattenburg (England) |

### Semifinaler
Lodtrækningen til semifinalerne blev foretaget den 10. marts 2008 på Soho Square af Bryan Robson. Kampene blev spillet den 5. og 6. april 2008 på Wembley Stadium.
West Bromwich Albion tabte 0-1 til Portsmouth, mens Cardiff City slog Barnsley med 1-0. 
| 5. april 2008 13:15 |

| West Bromwich Albion | 0 - 1     | Portsmouth |
| -------------------- | --------- | ---------- |
|                      | (Referat) | Kanu 54' · |

| Wembley Stadium, London Tilskuere: 83.584 Dommer: Howard Webb (England) |

| 6. april 2008 17:00 |

| Barnsley | 0 - 1     | Cardiff City |
| -------- | --------- | ------------ |
|          | (Referat) | Ledley 9' ·  |

| Wembley Stadium, London Tilskuere: 82.752 Dommer: Alan Wiley (England) |

### Finalen
I finalen, der blev spillet den 17. maj 2008 på Wembley Stadium, vandt Portsmouth 1-0 over Cardiff City på et mål af Nwankwo Kanu. 
| 17. april 2008 16:00 |

| Cardiff City | 0 - 1     | Portsmouth |
| ------------ | --------- | ---------- |
|              | (Referat) | Kanu 37' · |

| Wembley Stadium, London Tilskuere: 89.874 Dommer: Mike Dean (England) |